# جينجو (شركة)
جينجو هي منصة ترجمة بشرية قائمة على الويب ومقرها في طوكيو . 

## التاريخ
تم تأسيس جيجنو في عام 2008 على يد ماثيو رومين وروبرت لينج. قبل تأسيس جينجو، كان رومين مهندس أبحاث صوتي ومترجمًا في شركة سوني،  أما لينغ، فقد سبق أن ترأس وكالة مور سايدد (Moresided) وهي وكالة تصميم مقرها المملكة المتحدة.
فكر رومين في مفهوم جينجو بسبب تجربته التي طُلب منها ترجمة المستندات باللغة اليابانية والإنجليزية في سوني، على الرغم من أنه تم توظيفه في الأصل كمهندس.  قبل تغيير علامتها التجارية في أوائل عام 2012 ، كانت الشركة تعرف باسم «ماي جينجو myGengo». 
في أبريل 2010 ، أطلقت الشركة واجهة برمجة التطبيقات الخاصة بها ، مما سمح للمطورين بدمج منصة جينجو للترجمة في تطبيقات الأطراف الخارجية ومواقع الويب وعناصر واجهة المستخدم.  
عمل رومين في البداية كرئيس تنفيذي للشركة ثم استبدل مع زميله المؤسس روبرت لينغ منصب الرئيس التنفيذي في عام 2015. 
في مارس 2018 ، أطلقت الشركة منصة Gengo AI ، وهي عبارة عن منصة حسب الطلب توفر بيانات تدريب جماعية متعددة اللغات لمطوري تعلم الآلة.
في يناير 2019، استحوذت شركة ليونبيرغ (Lionbridge Technologies) على جينجو (Gengo) و جينجو آيه آي (Gengo AI)  وتم تغيير علامتها التجارية إلى (Lionbridge AI).

## التمويل
اختتمت جولة الاستثمار الأولية للشركة البالغة 750 ألف دولار في سبتمبر 2010، وكان من المستثمرين جوشوا شاشتر، بريان نيلسون (الرئيس التنفيذي لشركة ValueCommerce ومقرها اليابان)، كريستوف جانز (المؤسس المشارك لشركة بيج فليكس)، بنيامين جوفي (الرئيس التنفيذي لشركة بلس ايت ستار Plus Eight Star ومقرها الصين) وعدد من المستثمرين الملاك اليابانيين، وأعقب ذلك جولة تمويل أساسية أخرى بلغت حوالي مليون دولار في منتصف عام 2011.
بعد جولة استثمارية أولى (سلسلة أ) بقيادة أتوميكو Atomico وانضم إليها صندوق 500 Startups الاستثماري انتهت في سبتمبر 2011 بتمويل قدره 5.25 مليون دولار  متبوعًا باستثمار ثانٍ (سلسلة ب) في بدايات 2013 بقيمة 12 مليون دولار بقيادة شركة إنتل . 
أعلنت الشركة عن تمويل الجولة الثالثة بقيمة 5.4 مليون دولار أمريكي في أبريل 2015. 